# Куфштайн (округ)
Куфштайн (нем. Bezirk Kufstein) — округ в Австрии. Центр округа — город Куфштайн. Округ входит в федеральную землю Тироль. Занимает площадь 969,90 кв. км. Плотность населения 113 человек/кв.км.

## Города и общины
Район разделен на 30 муниципалитетов, три из них - города, а два - торговые города.
Города
1. Куфштайн (17 497)
2. Раттенберг (434)
3. Вёргль (12 401)

Торговые города
1. Брикслег (2 838)
2. Кундль (3 857)

Общины
1. Альпбах (2 549)
2. Ангат (950)
3. Ангерберг (1 664)
4. Бад-Херинг (2 325)
5. Бранденберг (1 523)
6. Брайтенбах-на-Инне (3 152)
7. Эббс (4 976)
8. Эльмау (2 600)
9. Кирхбихль (5 149)
10. Крамзах (4 485)
11. Лангампфен (3 567)
12. Мариаштайн (271)
13. Мюнстер (2 770)
14. Нидерндорф (2 505)
15. Нидерндорферберг (671)
16. Радфельд (2 132)
17. Райт (2 662)
18. Реттеншёс (433)
19. Шеффау-ам-Вильден-Кайзер (1 300)
20. Швойх (2 200)
21. Зёлль (3 454)
22. Тирзее (2 712)
23. Вальксе (2 042)
24. Вильдшёнау (4 156)